# Дополнительные выборы в Сенат США (Алабама, 2017)
Дополнительные выборы в Сенат США от штата Алабама по замещению мандата Джеффа Сешнса, покинувшего верхнюю палату Конгресса 8 февраля 2017 года в связи с назначением на должность Генерального прокурора были проведены 12 декабря 2017 года.
По итогам праймериз кандидатом от Демократической партии стал отставной федеральный прокурор Даг Джонс, победивший в первом туре праймериз, а от Республиканской — бывший член Верховного суда штата Рой Мур, нанесший поражение Лютеру Стрэйнджу во втором туре.
Кандидат от Демократической партии Даг Джонс одержал победу над республиканцем Роем Муром с перевесом менее 2 % и будет занимать должность сенатора 2 класса до 3 января 2021 года. Джонс стал первым с 1992 года демократом, избранным в Сенат от Алабамы.

## Предыстория
После того, как избранный президент США Дональд Трамп заявил, что назначит Генеральным прокурором сенатора Джеффа Сешнса, депутат Палаты представителей США от Алабамы Роберт Адерхолт попросил губернатора Роберта Бентли назначить его в Сенат на замену Сешнсу. То же пожелание высказал его коллега Моррис Брукс, а генеральный прокурор Алабамы Лютер Стрэйндж заявил, что пойдет на дополнительные выборы вне зависимости от того, назначат ли его временным преемником Сешнса или нет. Среди других кандидатов во временные преемники были Рой Мур, временный председатель сената штата Адельберт Марш, и Джим Байард — глава департамента штата по общественным и экономическим вопросам.
8 февраля Сенат США утвердил Сешнса в должности генерального прокурора США. Через день 53-й губернатор Алабамы Роберт Бентли назначил на замену Сешнса действовавшего генерального прокурора штата Лютера Стрэйнджа до проведения дополнительных выборов. Хотя Бентли имел право назначить допвыборы на 2017 год, в итоге он решил совместить их с единым днем голосования следующего года, что, по его мнению, помогло бы сэкономить на их проведении 15 миллионов долларов.
10 апреля Роберт Бентли ушёл в отставку ввиду начатой процедуры импичмента, сразу после этого в его должность вступила Кэй Айви. На следующей неделе она перенесла внутрипартийные выборы кандидатов на 15 августа, их второй тур — на 26 сентября, а сами дополнительные выборы — на 12 декабря 2017 года, пояснив, что по закону штата постоянный преемник сенатора должен быть избран как можно скорее.

## Праймериз

### Демократическая партия
В первом туре праймериз Демократической партии штата участвовало 8 кандидатов, один из которых снялся с выборов 9 августа, когда бюллетени уже напечатали.
Отставной федеральный прокурор Даг Джонс одержал уверенную победу, набрав около двух третей голосов избирателей — 66,12 %.
| Кандидат                  | Голоса  | %     |
| ------------------------- | ------- | ----- |
| Даг Джонс                 | 109 105 | 66,12 |
| Роберт Ф. Кеннеди-младший | 29 215  | 17,71 |
| Майкл Хэнсен              | 11 105  | 6.73  |
| Уилл Бойд                 | 8 010   | 4,85  |
| Джейсон Фишер             | 3 478   | 2,11  |
| Брайан МакДжи             | 1 450   | 0,88  |
| Чарльз Нэйна              | 1 404   | 0,85  |
| Вэнн Кэлдуэлл             | 1 239   | 0,75  |
| Всего                     | 165 006 | 100   |

| Даг Джонс 40-50 % 50-60 % 60-70 % 70-80 % 80-90 % 90-100 % | Уилл Бойд 30-40 % |

### Республиканская партия
В первом туре праймериз Республиканской партии штата участвовало 10 кандидатов; по данным соцопросов, фаворитом гонки был Рой Мур, а основными его соперниками были член Сената США Лютер Стрэйндж и член сената Алабамы Моррис Брукс. 24 июля один из кандидатов снялся с выборов.
Несмотря на то, что Лютер Стрэйндж заручился поддержкой Дональда Трампа, и затратил на предвыборную кампанию в десять раз больше средств, чем Рой Мур, его оппоненту удалось обойти его и выйти во второй тур, одержав над ним верх в 60 из 67 округов штата.
Во втором туре, прошедшем 26 сентября, победу одержал Рой Мур с 9-процентным перевесом.
| Кандидат       | Голоса  | %     |
| -------------- | ------- | ----- |
| Рой Мур        | 164 524 | 38,87 |
| Лютер Стрэйндж | 138 971 | 32,83 |
| Моррис Брукс   | 83 287  | 19,68 |
| Трип Питтмен   | 29 124  | 6,88  |
| Рэнди Бринсон  | 2 621   | 0,62  |
| Брайан Пиплз   | 1 579   | 0,37  |
| Мэри Максвелл  | 1 543   | 0,36  |
| Джеймс Беретта | 1 078   | 0,25  |
| Дом Джентайл   | 303     | 0,07  |
| Джозеф Бреолт  | 252     | 0,06  |
| Всего          | 423 282 | 100   |

| Кандидат       | Голоса  | %     |
| -------------- | ------- | ----- |
| Рой Мур        | 262 641 | 54,59 |
| Лютер Стрэйндж | 218 505 | 45,41 |
| Всего          | 481 146 | 100   |

| Рой Мур 30-40 % 40-50 % 50-60 % 60-70 % | Лютер Стрэйндж 30-40 % 40-50 % 50-60 % | Моррис Брукс 40-50 % 50-60 % |

| Рой Мур 50-60 % 60-70 % 70-80 % | Лютер Стрэйндж 50-60 % |

## Предвыборная кампания
9 ноября — примерно за месяц до дня голосования — пожилая жительница Алабамы Ли Корфман разместила в газете «Вашингтон Пост» критическую статью. В статье она утверждала, что в 1979 году, когда ей было 14 лет, победитель республиканских праймериз Рой Мур, занимавший в то время должность помощника окружного прокурора — совершил в отношении неё развратные действия. Вскоре несколько её ровесниц выступили со схожими публичными обвинениями, и Мур подвергся резкой критике со стороны как либеральных, так и консервативных политиков. В результате значительное число партийных и государственных деятелей Республиканской партии призвали его снять свою кандидатуру, а также заявили об отказе от его поддержки. Впрочем, немало представителей Республиканской партии Алабамы заняли противоположную позицию — вновь заявили о его поддержке, сомневаясь в достоверности выдвинутых обвинений.
Поскольку ещё на момент начала скандала истек срок снятия кандидатов выдвинувшими их партийными подразделениями, некоторые политические лидеры-республиканцы предложили выдвинуть так называемого «вписанного кандидата», чтобы тем самым одновременно дистанцироваться от Мура, заподозренного в совращении несовершеннолетних, и провести в Конгресс другого однопартийца, обладающего не столь неоднозначной репутацией. Сам Рой Мур эти обвинения опроверг, отметив в официальном заявлении, что «никогда не вовлекал несовершеннолетних в пьянство, и не совершал преступлений сексуального характера».

### Дебаты
Кандидат-республиканец Рой Мур последовательно отклонял приглашения на дебаты с оппонентом-демократом Дагом Джонсом; среди пригласивших была общеамериканская Лига женщин-избирателей,, муниципальный телеканал «WHNT-TV» и газета «The Birminhgam News». Со своей стороны, в штабе Джонса официально заявили, что у тот «не против провести с Муром дебаты в любое время, в любом месте», упрекнули Мура в том, что он «на протяжении целых недель избегает избирателей, прессу и обсуждение своего послужного списка». В ответ Мур и его пресс-секретарь отметили, что он отвергает вызов на дебаты по той причине, что избирателям уже ясны политические принципы их обоих, и таким образом в формальных дебатах необходимости нет.

## Выборы
Выборы состоялись 12 декабря. Дуглас Джонс одержал победу над Роем Муром с перевесом в 20 715 голосов. Из 3 326 812 избирателей на выборы явилось 40,46 %.
Рой Мур отказался признавать поражение и заявил, что будет добиваться повторного подсчета голосов. Согласно закону штата, если по окончательным итогам выборов отрыв победителя от побежденного составит менее чем 0,5 % голосов, то повторный подсчет станет безусловным обязательством властей штата. В противном случае, по данным секретаря штата Джона Меррилла, повторный подсчет голосов может быть проведен по требованию любого кандидата; по прикидкам Меррилла, это обойдется властям штата в сумму от 1 до 1,5 миллионов долларов, причем эту сумму должен будет возместить сам Мур единовременно. Впрочем, эксперт по избирательному процессу Рик Хейсен, имеющий степень доктора права, публично заявил, что последняя норма на кандидатов в президенты и члены Конгресса не распространяется. На момент завершения предвыборной кампании в распоряжении штаба Мура было лишь 636 046 долларов. Тем временем с подачи ряда веб-сайтов в консервативной интернет-среде начала циркулировать теория заговора о том, что перевес голосов, принесший Джонсу победу, образовался посредством фальсификации итогов голосования.
20 декабря секретарь Меррилл официально заявил, что остаток неучтенных бюллетеней составлял 5 333—366 полученных с зарубежных избирательных участков и 4 967 «временных». Как заявил секретарь штата, поскольку число голосов за «вписанных» кандидатов превысило сумму перевеса победителя, по ним во исполнение закона штата планируется сформировать и разместить развернутую статистику. В тот же день на его сайте разместили краткую статистику. В пресс-службе чиновника также отметили, что окончательные итоги выборов утвердят 28 декабря на заседании избиркома штата, начало которого назначено на 13:00 по местному времени.